# Hundsfeld (Kehl)
Hundsfeld  ist eine Wüstung in der Gemarkung von Kehl, einer Stadt im Ortenaukreis in Baden-Württemberg.

## Geografische Lage
Hundsfeld lag südlich der heutigen Kernstadt von Kehl.

## Geschichte

### Mittelalter
Hundsfeld war ein Lehen des Bischofs von Straßburg an die Herren von Lichtenberg. Die Erstbelehnung erfolgte 1274. Um 1330 kam es zu einer ersten Landesteilung zwischen Johann II. von Lichtenberg, aus der älteren Linie des Hauses, und Ludwig III. von Lichtenberg. Dabei fiel Hundsfeld in den Teil des Besitzes, der künftig von der älteren Linie verwaltet wurde. Es war dem Amt Willstätt der Herrschaft Lichtenberg zugeordnet.
Als 1480 mit Jakob von Lichtenberg das letzte männliche Mitglied des Hauses verstarb, ging das Erbe auf seine beiden Nichten, Anna von Lichtenberg (* 1442; † 1474) und Elisabeth von Lichtenberg über. Anna hatte 1458 den Grafen Philipp I. den Älteren von Hanau-Babenhausen (* 1417; † 1480) geheiratet, der eine kleine Sekundogenitur aus dem Bestand der Grafschaft Hanau erhalten hatte, um heiraten zu können. Durch die Heirat entstand die Grafschaft Hanau-Lichtenberg. Elisabeth heiratete Simon IV. Wecker von Zweibrücken-Bitsch. Das Lichtenberger Erbe wurde zwischen ihnen geteilt. Das Amt Willstätt und damit Hundsfeld wurden dabei zu einem Kondominat zwischen beiden Erben.

### Neuzeit
Unter der Regierung von Graf Philipp III. von Hanau-Lichtenberg kam es zu einer Realteilung der gemeinsamen Kondominate: Das Amt Willstätt kam ganz zur Grafschaft Hanau-Lichtenberg. Im Gegenzug gelangte das Amt Brumath ganz an Zweibrücken-Bitsch. Graf Philipp IV. von Hanau-Lichtenberg (1514–1590) führte nach seinem Regierungsantritt 1538 die Reformation in seiner Grafschaft konsequent durch, die nun lutherisch wurde.
Nach dem Tod des letzten Hanauer Grafen, Johann Reinhard III. 1736, fiel das Erbe – und damit auch das Amt Willstätt – an den Sohn seiner einzigen Tochter, Charlotte von Hanau-Lichtenberg, Landgraf Ludwig (IX.) von Hessen-Darmstadt. Spätestens im 18. Jahrhundert fiel Hundsfeld aufgrund seiner Lage zum Rhein und dessen Hochwasser wüst.